# Łacinka

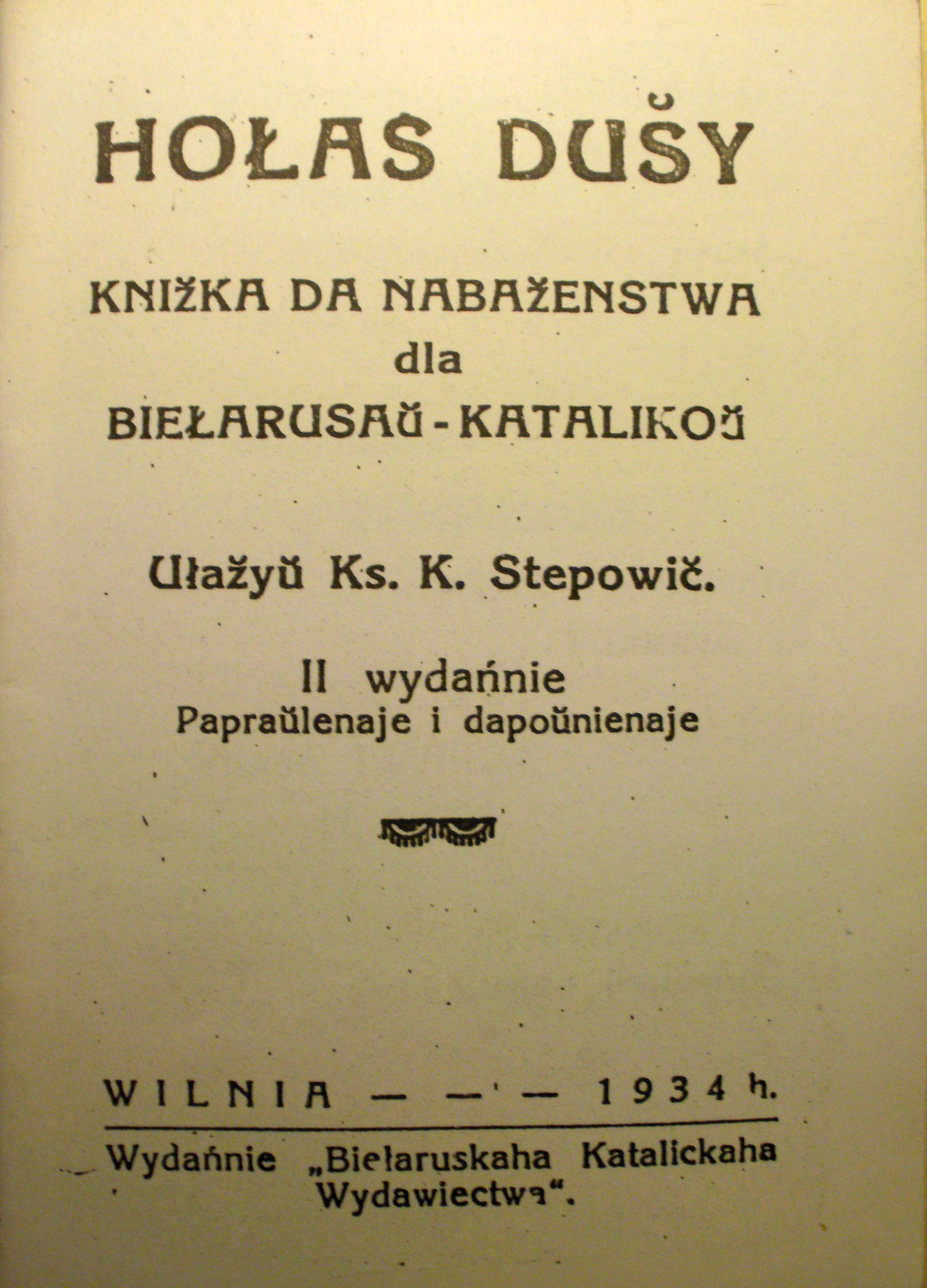
Łacinka

Łacinka (soms Lacinika of Wit-Russisch abeceda) is de overkoepelende naam van verschillende Latijnse alfabetten die ooit gebruikt of voorgesteld zijn om het Wit-Russisch te schrijven. Het Wit-Russisch wordt doorgaans geschreven met het cyrillische alfabet. Het Łacinka kent ten opzichte van het standaard Latijnse alfabet een aantal extra letters, zoals de š en de č.
| Łacinka | Cyrillisch | IPA   |
| ------- | ---------- | ----- |
| A a     | А а        | a     |
| B b     | Б б        | b     |
| C c     | Ц ц        | ts    |
| Ć ć     | Ць ць      | tsʲ   |
| Č č     | Ч ч        | tʂ    |
| D d     | Д д        | d     |
| DZ dz   | Дз дз      | dz    |
| DŹ dź   | Дзь дзь    | dzʲ   |
| DŽ dž   | Дж дж      | dʐ    |
| E e     | Э э        | ɛ     |
| F f     | Ф ф        | f     |
| G g     | (Ґ ґ)      | ɡ ~ ɟ |

| Łacinka | Cyrillisch | IPA   |
| ------- | ---------- | ----- |
| H h     | Г г        | ɣ ~ ʝ |
| CH ch   | Х х        | x ~ ç |
| I i     | І і        | i, ʲ  |
| J j     | Й й, ь     | j     |
| K k     | К к        | k ~ c |
| L l     | Ль ль      | lʲ    |
| Ł ł     | Л л        | l     |
| M m     | М м        | m     |
| N n     | Н н        | n     |
| Ń ń     | Нь нь      | nʲ    |
| O o     | О о        | ɔ     |
| P p     | П п        | p     |

| Łacinka | Cyrillisch | IPA |
| ------- | ---------- | --- |
| R r     | Р р        | r   |
| S s     | С с        | s   |
| Ś ś     | Сь сь      | sʲ  |
| Š š     | Ш ш        | ʂ   |
| T t     | Т т        | t   |
| U u     | У у        | u   |
| Ŭ ŭ     | Ў ў        | u̯   |
| V v     | В в        | v   |
| Y y     | Ы ы        | ɨ   |
| Z z     | З з        | z   |
| Ź ź     | Зь зь      | zʲ  |
| Ž ž     | Ж ж        | ʐ   |

Het Łacinka is niet een romanisatievorm van het Wit-Russisch, aangezien het eigen orthografische conventies met zich meebrengt. Zo kan bijvoorbeeld de cyrillische letter е in het Łacinka worden weergegeven als e, ie of je, afhankelijk van de uitspraak en van de klank die eraan voorafgaat. Ook bestaat het zachte teken niet in het Łacinka, maar wordt palatalisering in plaats daarvan weergegeven door een diakritisch teken op de betreffende medeklinker.

## Geschiedenis

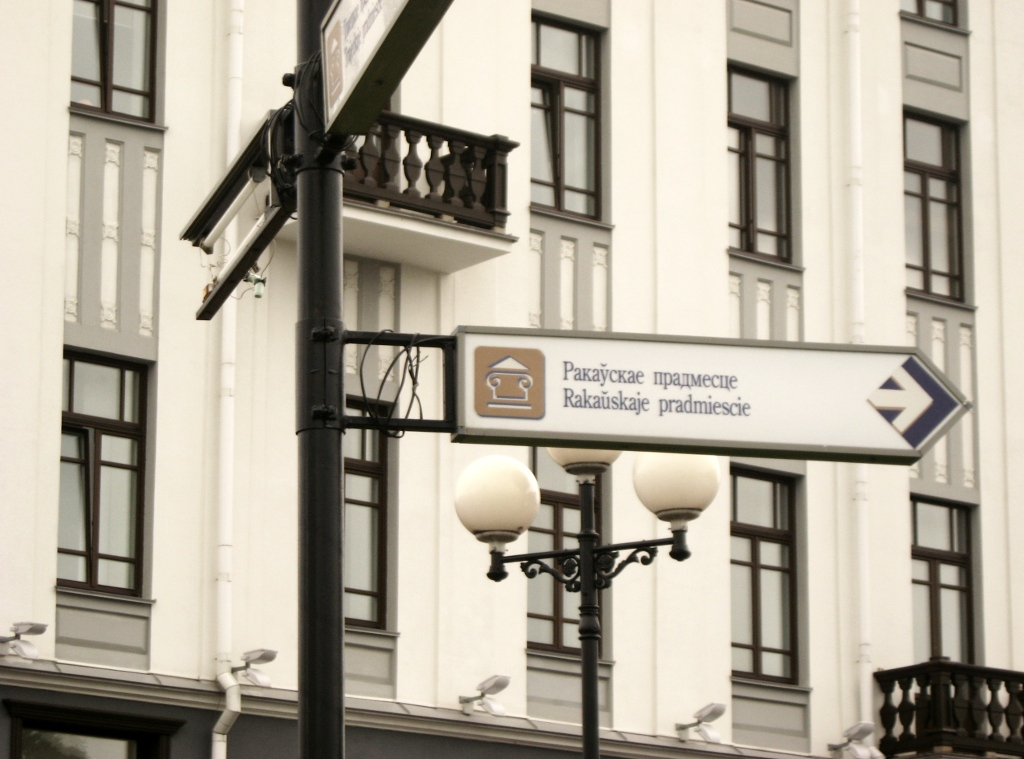
Cyrillisch en Łacinka: Wegwijzer in het huidige Minsk

De oudste in Łacinka geschreven teksten dateren uit de middeleeuwen, ongeveer vanaf het einde van de 16e eeuw. Het Łacinka is waarschijnlijk ontstaan door Poolse spelling op de Wit-Russische uitspraak toe te passen, wat leidde tot een in hoge mate fonetisch alfabet.
Het in het Latijnse alfabet geschreven Wit-Russisch uit de 17e eeuw lijkt sterk op het hedendaagse Wit-Russisch. In 1710 werd het Wit-Russisch bijna verdrongen door het Pools, maar het verdween nooit helemaal. Er zijn tamelijk veel documenten uit de 18e eeuw overgeleverd doordat de kerk veel liederen en psalmen in het Łacinka bewaarde.
Tot in de 19e eeuw werd naast het Latijnse alfabet ook overwegend cyrillisch gebruikt, waarbij het Łacinka wel werd gezien als iets voor hoger opgeleide mensen.
In de Tweede Wereldoorlog werd het gebruik van Łacinka door de Duitse bezetter verplicht. Dit is een van de redenen dat het Łacinka tegenwoordig weinig populariteit geniet in Wit-Rusland, en het Wit-Russisch derhalve vrijwel uitsluitend in het cyrillisch wordt geschreven.